# Próchnilec maczugowaty

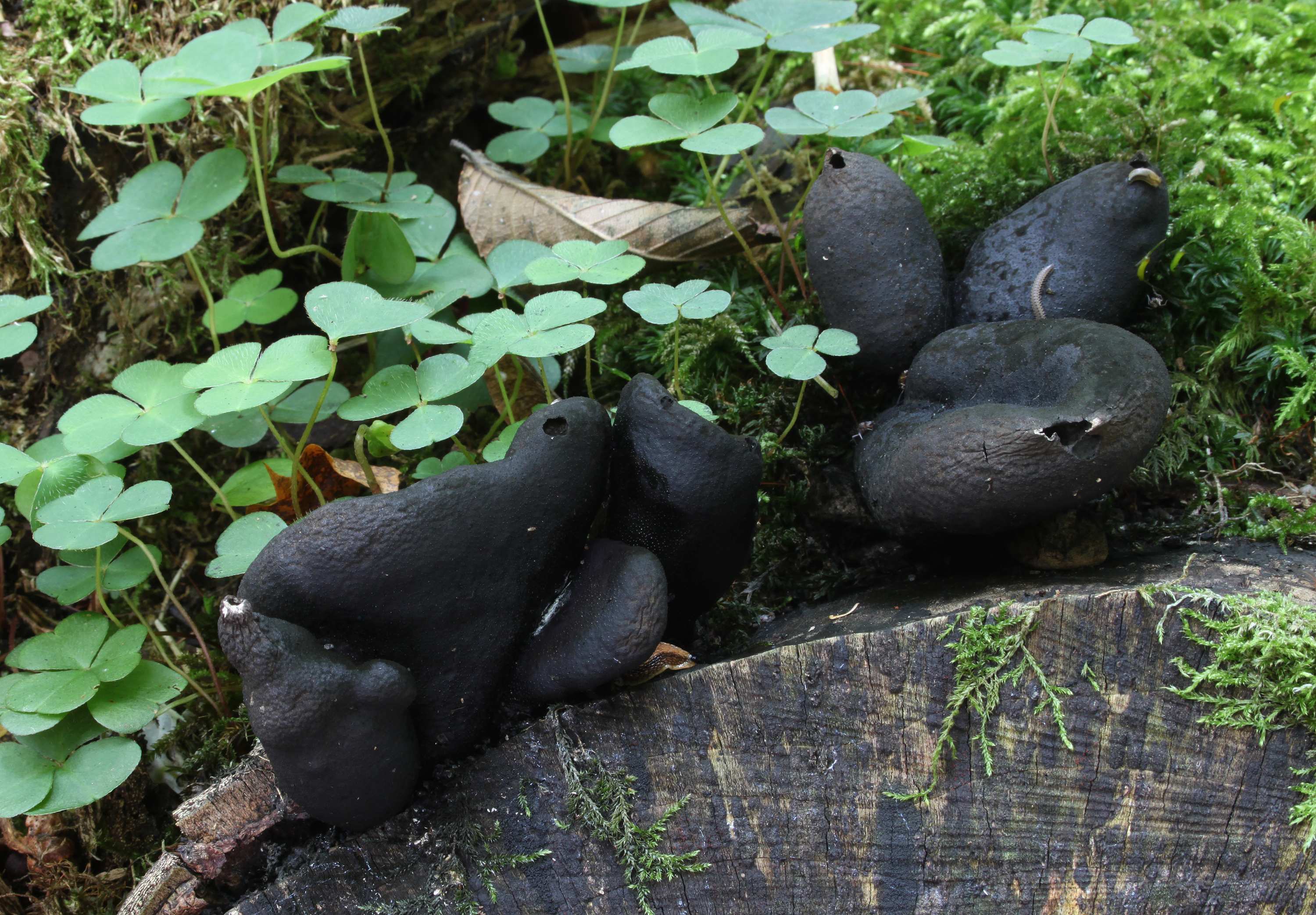
Podkładki z otworami na szczycie

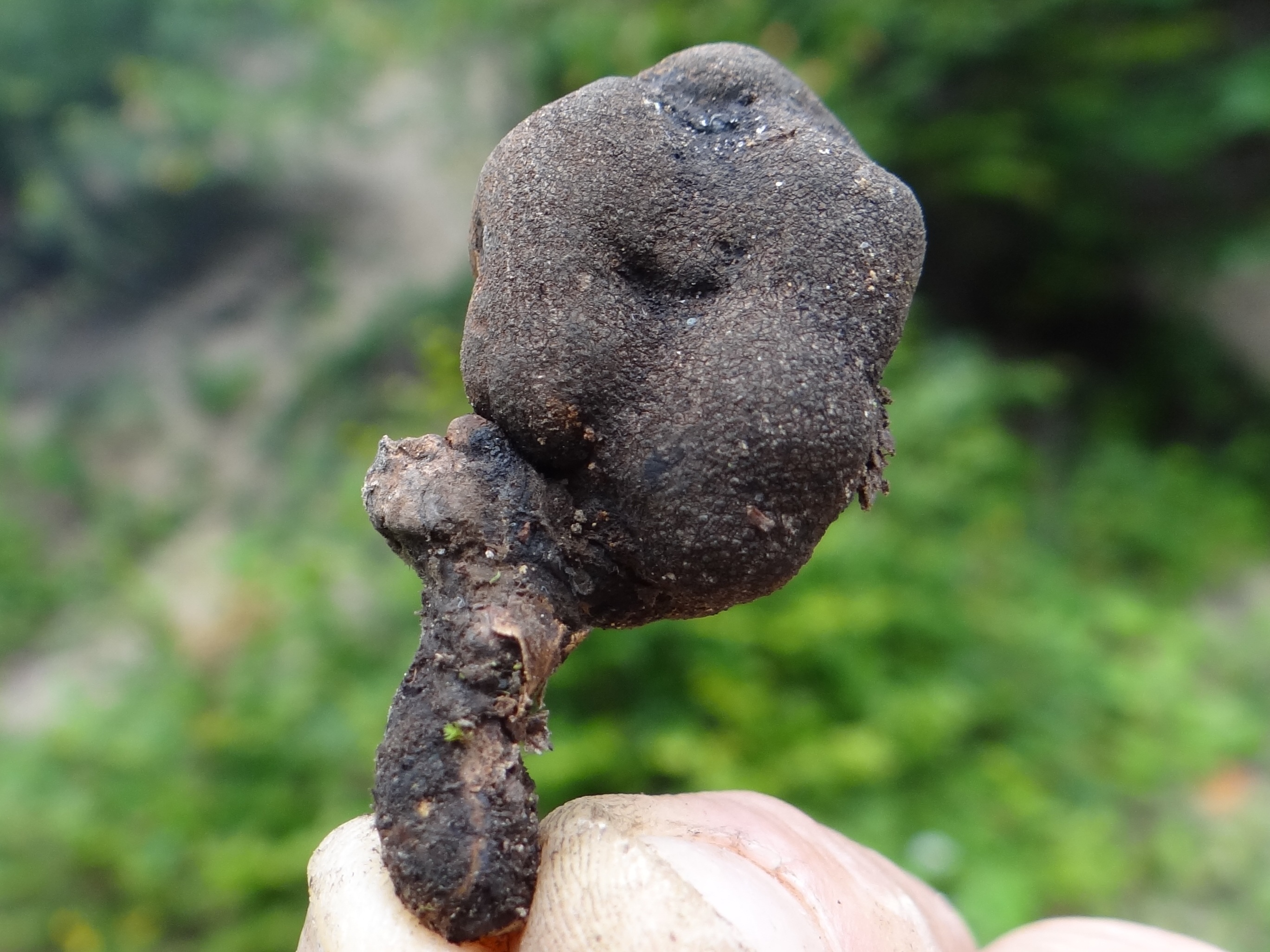
Często ma maczugowaty kształt

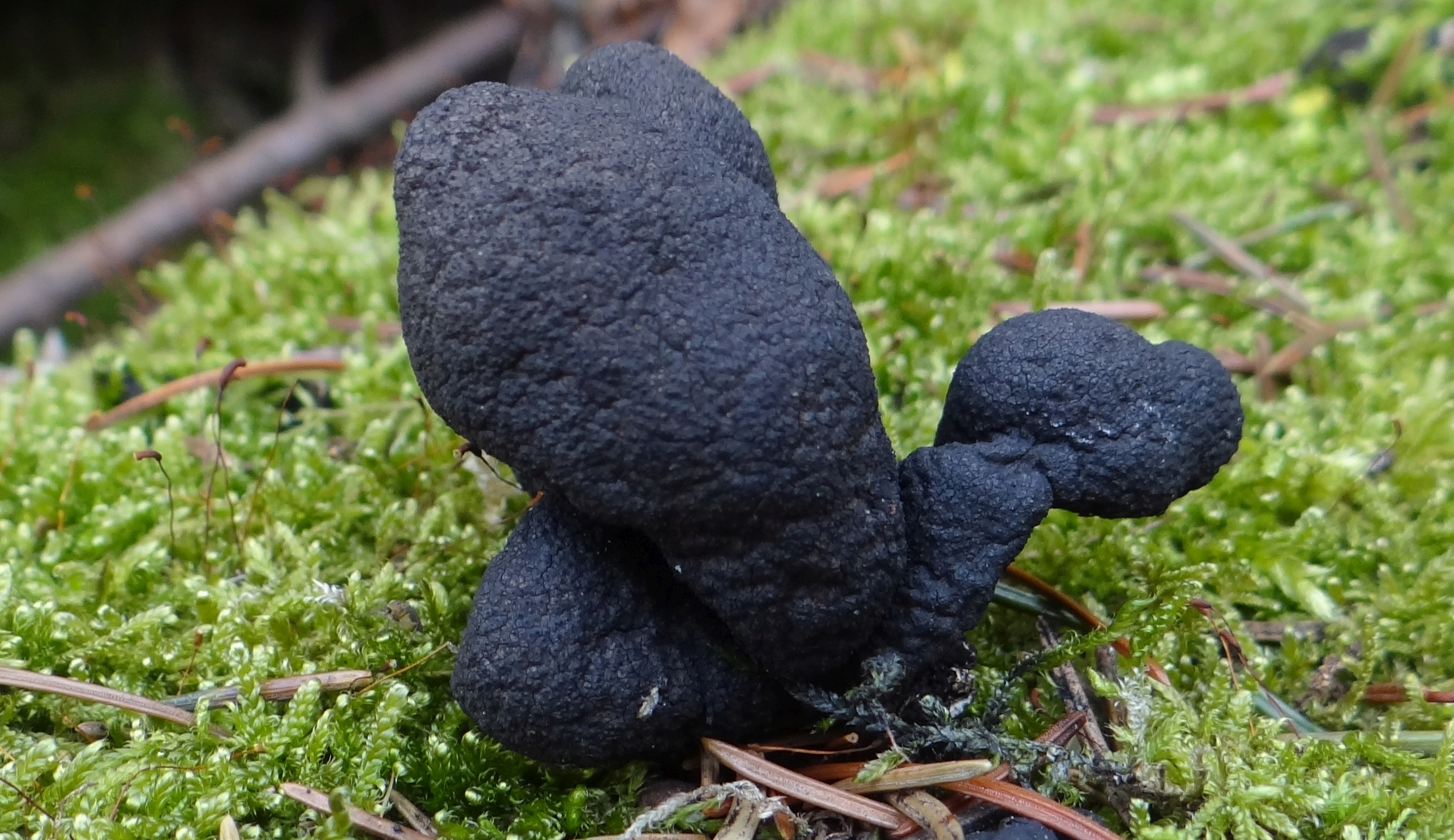

Próchnilec maczugowaty (Xylaria polymorpha (Pers.) Grev. – gatunek grzybów z rodziny próchnilcowatych (Xylariaceae). 

## Systematyka i nazewnictwo
Pozycja w klasyfikacji według Index Fungorum: Xylaria, Xylariaceae, Xylariales, Xylariomycetidae, Sordariomycetes, Pezizomycotina, Ascomycota, Fungi.
Gatunek ten został po raz pierwszy prawidłowo zdiagnozowany (jako Sphaeria polymorpha) przez Christiaana Persoona w Commentatio de Fungis Clavaeformibus w 1797 r. Obecną, uznaną przez Index Fungorum nazwę nadał  mu w 1835 r. Robert Kaye Greville.
Niektóre synonimy naukowe:

- Hypoxylon polymorphum (Pers.) Mont. 1840
- Sphaeria digitata Sowerby 1797
- Sphaeria polymorpha Pers. 1797
- Xylaria corrugata Har. & Pat. 1903
- Xylaria rugosa Sacc. 1906
- Xylosphaera polymorpha (Pers.) Dumort. 1822

Nazwę polską podali Barbara Gumińska i Władysław Wojewoda. 

## Morfologia
Owocnikuje na nieregularnego kształtu, twardej, korkowatej podkładce o białym, włóknistym miąższu. Łacińska nazwa gatunkowa polymorpha oznacza różnokształtność. Xylaria polymorpha ma różne kształty, niejednokrotnie przypomina martwy ludzki palec o wysokości przeciętnie 3–10 cm, grubości ok. 2,5 cm (w angielskim języku gatunek ten nosi nazwę: palce nieboszczyka - dead man's fingers). Powierzchnia jest ziarenkowata, u młodych okazów wiosną blada z białym szczytem, często szarawa od zarodników. Później staje się coraz bardziej ciemna, na koniec czarna i pomarszczona. 

## Rozmnażanie
Wytwarza zarodniki zarówno płciowe, jak i bezpłciowe. Wiosną, w fazie anamorficznej, powierzchnia podkładki jest pokryta szarą warstwą konidiów (zarodniki bezpłciowe). Konidia o diploidalnej liczbie chromosomów są zielonkawoszare i mają wymiary 10–13×6–7 μm. Latem i jesienią wytwarza askospory o wymiarach 20–32 × 5–9 μm. Teleomorfa, w której powstają askospory, jest ciemniejsza, delikatnie kropkowana przez ujścia otoczni. Askospory mają haploidalną liczbę chromosomów. Wydostają się przez otwór na szczycie podkładki.

## Występowanie i siedlisko
Gatunek występujący na wszystkich kontynentach poza Afryką i Antarktydą. W Polsce pospolity. 
Saprotrof. Polska nazwa rodzajowa (próchnilec) pochodzi od tego, że gatunki należące do tego rodzaju powodują próchnienie drewna. Podkładki całoroczne, teleomorfy  dojrzewają jesienią na martwym drewnie liściastym, pniakach i korzeniach, zwłaszcza buka, dębu. Czasami wyrasta na drewnie zagrzebanym w ziemi, przez co sprawia wrażenie, że rośnie na ziemi.

## Gatunki podobne
- próchnilec długotrzonkowy (Xylaria longipes) ma smuklejsze podkładki i rośnie głównie na martwych gałęziach klonu[4].